# Gall
|  | Aquest article tracta sobre de l'ocell domèstic. Si cerqueu el peix, vegeu «gall (peix)». |

El gall (Gallus gallus domesticus) és un ocell domèstic; la femella s'anomena gallina; els mascles capats, capons, i els galls joves, especialment els destinats al consum, pollastres. Probablement deriva del gall de Bankiva, que és considerada l'espècie salvatge que originà l'actual gall domèstic. És un dels animals domèstics més comuns i estesos, amb més de 24.000 milions d'exemplars al món en data de 2003.
Els galls són l'espècie d'ocell més nombrosa del món.
Les proves recents demostren que la domesticació del gall ja havia començat fa més de 10.000 anys al Vietnam;
fins aquest descobriment, el saber convencional deia que el gall havia estat domesticat a l'Índia. Des de l'Índia, el gall domèstic arribà a Pèrsia. Del regne persianitzat de Lídia a l'oest de l'Àsia Menor, els galls domèstics foren importats a Grècia, possiblement no abans del segle v aC. S'han conegut galls a Egipte des de temps de la XVIII Dinastia. Segons les cròniques de Tuthmosis III, «l'ocell que pon ous cada dia» arribà a Egipte com un tribut de la terra entre Síria i Shinar, és a dir, Babilònia.
Els galls són considerats omnívors; en estat lliure graten el terra constantment buscant llavors, insectes o animals més grossos, com alguns rèptils o ratolins joves.
El gall és un ocell de corral criat per la seva carn (i pels seus ous en el cas de la femella, la gallina). La gallina es distingeix del mascle perquè és més petita de mida, té la cresta més curta i no té esperons. Es poden classificar les diferents races de gallines en espècies salvatges i espècies domèstiques. Té una esperança de vida d'entre cinc i deu anys.

## Característiques morfològiques

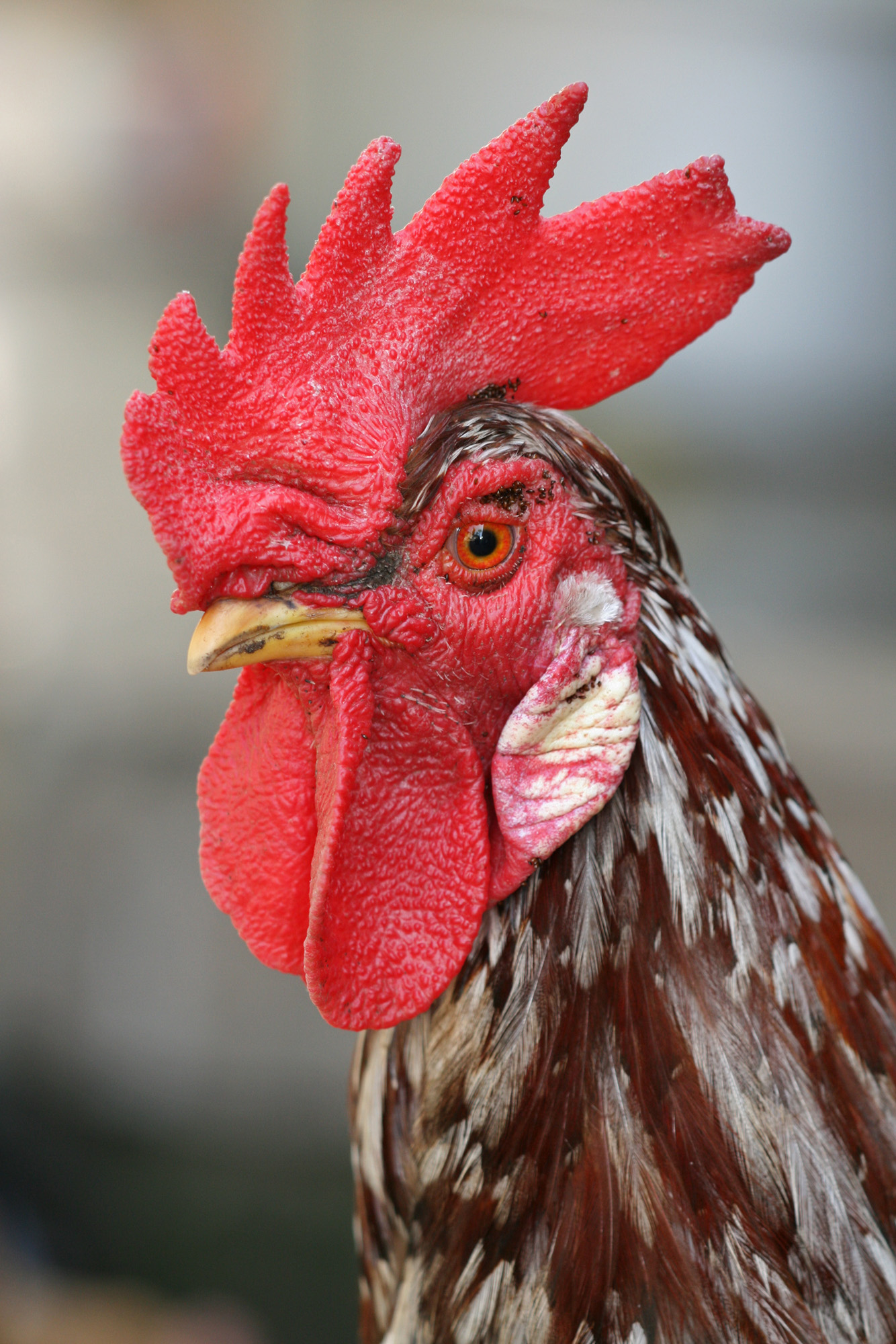
El cap d'un gall

El gall està caracteritzat pel fet de presentar una cresta carnosa en tota la línia central de la part superior del cap i carúncules facials molt més desenvolupades que els faisans. És de cos gros, d'ales curtes i arrodonides gairebé inútils per al vol, de bec fort, de tarsos esperonats, de plomatge de coloració variable, segons les races, i de cua mitjanament llarga i arquejada cap enrere.
Els galls i les gallines mostren un evident dimorfisme sexual, podent distingir ambdós a primera vista. Els mascles són més grossos, mesurant al voltant dels 50 cm i arriba a pesar fins a 1,5 quilograms. Posseeixen una gran cresta vermellosa al cap, la qual fan servir com a símbol de dominància. Es diu que els exemplars de gall vermell salvatges tenen colors més brillants que els seus parents domèstics. El dors és cobert per una capa de plomes daurades des del coll fins a l'esquena. La cua està composta per plomes fosques grans i arquejades que brillen de color blau, porpra o verda sota la llum. A banda i banda del seu cap apareixen dues taques blanques, que el distingeixen d'altres espècies properes, a més de les potes grisenques.
Les gallines són més petites. No solen fer més de 50 cm i amb prou feines arriben a un quilogram de pes. Posseeixen una coloració menys atractiva, destinada a proporcionar protecció i amagatall en el seu hàbitat. Els seus apèndixs carnosos del cap són també molt menys prominents. Així, tant la cresta com la cua són més petites, i també els manca esperons.
A l'època de muda (de juny a octubre) els mascles adquireixen un plomatge compost per plomes llargues i negres cap a la meitat del dors, i la resta del cos cobert de plomes ataronjades. En les femelles no és apreciable cap canvi, encara que igualment muden de plomes. En els exemplars domèstics les característiques físiques dependran de la raça i les característiques d'aquesta.
Hi ha estudis recents que posen de manifest gens latents en el gall domèstic per a la producció de dents en les mandíbules. Aquests estudis demostren que les aus, en general, descendeixen de dinosaures teròpodes. També pel mateix motiu es va descobrir que alguns pollastres abans de néixer tenen una cua més llarga, que després s'escurça al cap de poc de néixer.

## Comportament
Són aus naturalment gregàries, que han perdut la facultat del vol degut a la selecció artificial de l'ésser humà. El gall vermell salvatge només vola cap a un lloc més elevat per a posar-se fora de perill o per fugir de possibles depredadors. Els galls domèstics poden arribar a ser territorials i violents en algunes races, encara que normalment són bons animals, fàcils de domesticar mitjançant alimentació a mà.
Posseeixen un sistema social característic amb un ordre jeràrquic que es comença a desenvolupar a la primera setmana de vida, i que a les set setmanes ja està completament establert. Hi ha un mascle dominant, que domina sobre tots els altres, i un mascle sotmès a tots. Les gallines tenen un ordre jeràrquic independent i no entren en la dominància dels mascles.
L'acció física de dominància consisteix en l'elevació de la cua i el cap. La submissió es mostra de forma oposada, baixant el cap i la cua, ajupir i inclinant el cap cap a un costat. Les gallines se senten fora de perill sota la dominància d'un gall, i només es defensaran per la força si es troben allunyades del gall dominant. Si mor el gall dominant, el següent en l'ordre jeràrquic pren el càrrec immediatament.

## Cant
El gall produeix un tipus de cant, descrit mitjançant l'onomatopeia quiquiriquic, sempre que no estigui castrat, és a dir, que sigui un capó. El gall canta durant tot el dia, si bé concentra els seus cants en certs períodes del dia, com són l'alba, al migdia, la mitja tarda, ja meitat de la nit, entre les tres i les cinc del matí. Aquests cants i els esporàdics que se solen donar al llarg del dia, fora dels períodes descrits, serveixen com a desafiament territorial a altres galls, per atreure les femelles properes i com a senyal d'avís en general. També poden ser deguts a algun aldarull al seu voltant.
El gall emet a més d'altres sons, aquesta vegada semblants als que emet la gallina, anomenats escataineig. L'onomatopeia utilitzada per descriure'ls és cloc-cloc. Aquest so l'emet sobretot quan es proposa fecundar alguna femella, o quan ha trobat menjar, per cridar la resta de la seva família, una crida a la qual acudeixen tots els altres a una gran velocitat. Aquest so és més tranquil i familiar. És important destacar que aquest comportament és molt més usual en ocells rurals, és a dir, lliures, si bé el cant l'emeten sempre.

## Reproducció

Diagrama d'un ou de gallina (9è dia).

L'estació de reproducció comença a la primavera i es prolonga fins a l'estiu, amb la intenció que els pollets neixin sota la calor estiuenca. Els galls anuncien la seva presència amb el seu cant característic a l'alba. Aquest cant serveix tant per atreure les femelles com per alertar altres mascles de la presència d'un competidor. També el pot ocasionar algun aldarull al seu voltant.
Les gallines arriben a la maduresa sexual cap a les 20 setmanes (depèn de la raça). Llavors comencen a pondre ous i, quan en tenen uns quants, es poden allocar; és a dir, es tornen lloques i estan molt de temps covant els ous. Només els deixen per beure i menjar una mica. Al cap de 21 dies neixen els pollets.

### Incubació i gestació

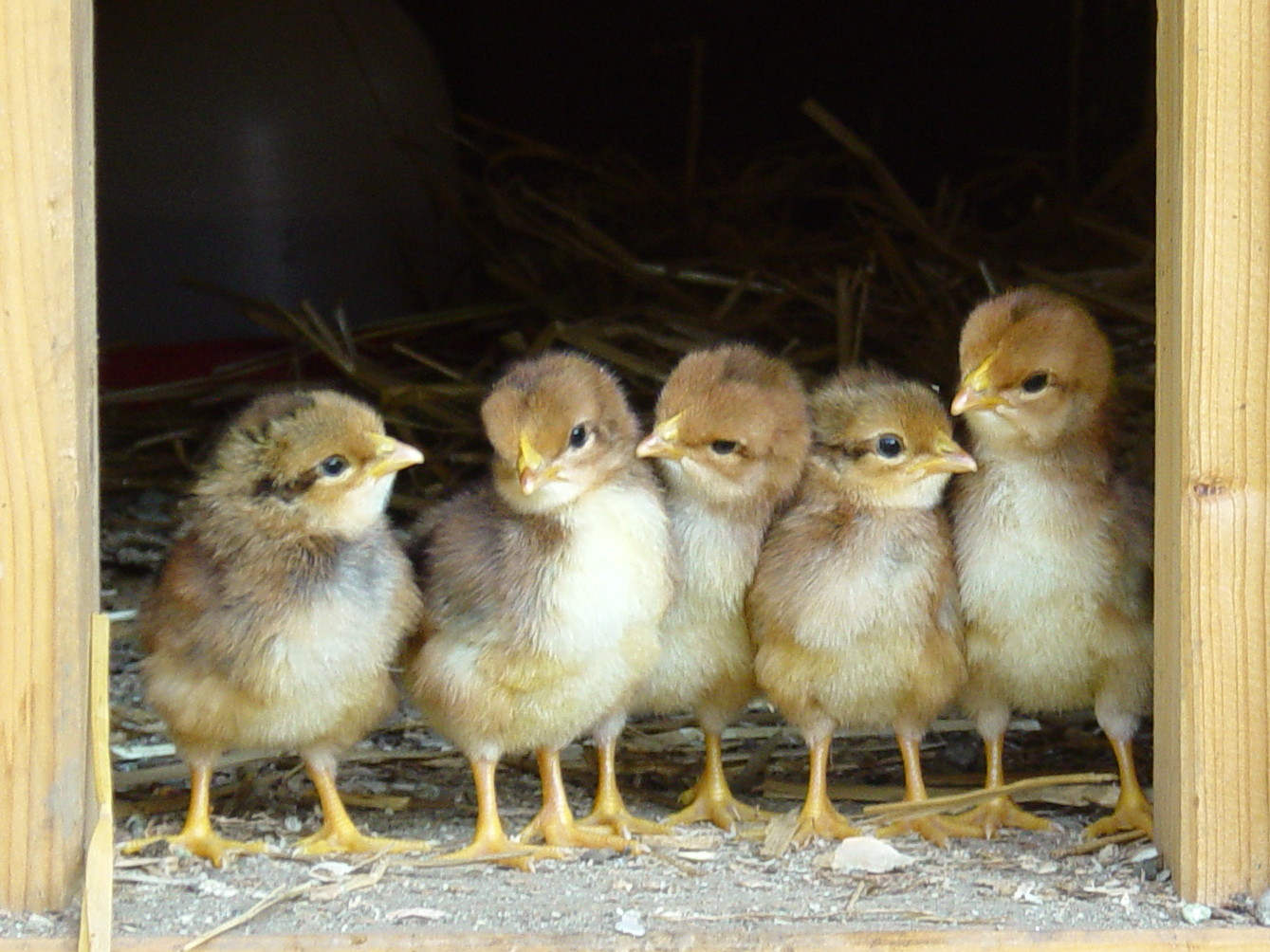
Cinc polls o cries de gall i gallina

Les gallines ponen un ou al dia durant diversos dies (entre 8 i 10), en el qual es desenvolupa l'embrió, i els incuben fins que neixen els pollets, donant-los calor i canviant-los de posició. Es coneix com a lloca o cloca la gallina que deixa de pondre ous i es limita a covar-los i protegir-los.

L'embrió es nodreix del rovell, que hi penetra per mitjà del melic. A la fi del primer dia el sistema circulatori ja serà operatiu dins de l'ou, i el cap començarà a prendre forma. Al cap del cinquè dia es formen els òrgans sexuals, al tretzè es comença a calcificar l'esquelet usant el calci de la closca de l'ou, i al cap de 21 dies el pollet està completament desenvolupat per començar a trencar la closca. Per fer-ho hi poden estar de 10 a 20 hores. La gallina escataina quan sent piular els pollets, per animar-los a eixir de la closca.

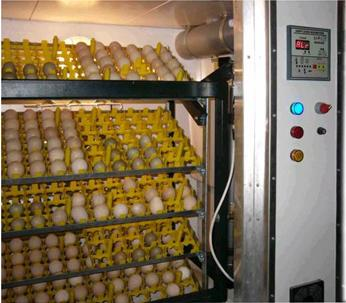
Incubadora d'ous

Com que la desclosa dels ous no es produeix al mateix temps, la mare continua covant durant dos dies després del naixement del primer. Els pollets esgoten els nutrients del rovell, que han absorbit abans de néixer. Entre 2 i 4 setmanes després de néixer, els pollets ja tenen plomes, i al cap de 8 setmanes ja tenen el plomatge d'adult. Al cap de 12 setmanes són expulsats del grup per les mares perquè formin el seu propi grup o s'ajuntin a un altre. Quan tenen 5 mesos arriben a la maduresa sexual. Normalment els mascles són els que l'assoleixen abans.

### Incubació artificial
Els ous de gallina poden ser incubats de manera artificial amb resultats satisfactoris. Pràcticament tots els pollets sortiran de la closca en aproximadament 21 dies en condicions apropiades de temperatura (37 °C) i humitat relativa (55%, elevat fins al 70% en els tres últims dies per estovar la closca).
Moltes incubadores artificials de mida industrial poden incubar milers d'ous al mateix temps, incloent-hi rotacions totalment automatitzades per als ous.

## Cria

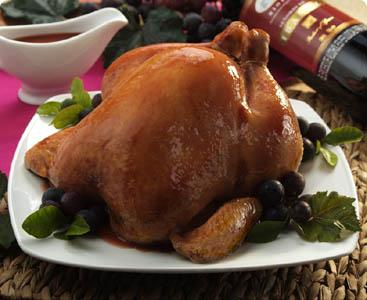
Pollastre rostit.

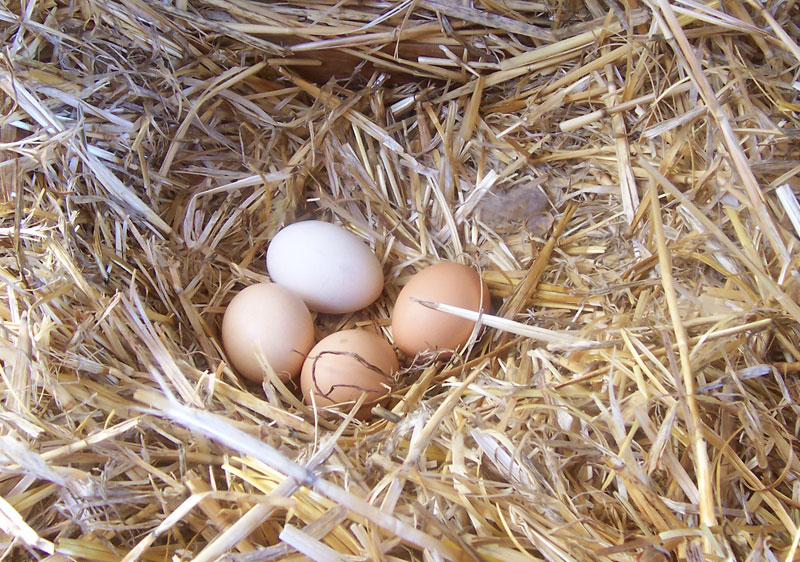
Els ous tenen colors diferents segons la raça a la que pertanyen i a la gallina que els ha post. El color pot variar entre un blanc lluent i un color marró, passant pel blau, el verd i el lila.

La carn del gall, també coneguda com a pollastre, és un tipus de carn d'aviram. El pollastre és un dels tipus de carn més utilitzats al món, en part gràcies al seu cost relativament baix. Es fan servir gairebé totes les parts de l'animal com a aliment i és possible cuinar-les de moltes maneres diferents. Els plats amb pollastre més populars inclouen el pollastre a l'ast, el pollastre a la planxa, la sopa de pollastre, les buffalo wings, el pollastre tandoori, el pollastre amb mantega i l'arròs de pollastre. El pollastre també és un dels plats principals de molts restaurants de menjar ràpid.
El gall domèstic descendeix principalment del gall de Bankiva (Gallus gallus) i se'l classifica científicament dins de la mateixa espècie. Per consegüent, a vegades els galls domèstics poden conviure i criar amb poblacions de galls de Bankiva. Anàlisis genètiques recents han revelat que com a mínim el gen que codifica la pell groga va ser incorporat als galls domèstics a través de la hibridació amb el gall gris (G. sonneratii). Alguns científics creuen que els galls només han estat domesticats una vegada, a la regió que avui en dia és Tailàndia. Les diferents races actuals haurien sorgit posteriorment com a resultat de petits canvis. Altres científics creuen que els entrecreuaments intensos que s'han produït en el passat donen múltiples orígens al gall, tots a les jungles del sud i el sud-est asiàtic.
Els investigadors han trobat ossos de gall en quantitats inusuals i a l'exterior del seu àmbit de distribució a la jungla, cosa que suggereix que els humans n'hi criaven. S'han trobat ossos de galls domèstics d'aproximadament el 6000-4000 aC a Yangshao i Peiligan (a la Xina), un període en què el clima de l'Holocè no era naturalment apropiat per les espècies del gènere Gallus. No existeixen dades arqueològiques sobre Tailàndia i el sud-est asiàtic.
Se'n troben indicis posteriors envers el 3000-2000 aC a Harappa i Mohenjo-Daro (Pakistan) i (segons investigadors de lingüística) a les poblacions austronèsies que es desplaçaven a través del sud-est asiàtic i Oceania. Una via septentrional va dur els galls a la conca del Tarim al que avui en dia és l'Iran. El gall va arribar a Europa (Romania, Turquia, Grècia i Ucraïna) envers el 3000 aC, i la Vall de l'Indus envers el 2500 aC. El gall va arribar a l'Europa Occidental molt més tard, envers el I mil·lenni aC. Els fenicis van dur els galls arreu de les costes del Mediterrani fins a Ibèria. La cria de galls va augmentar durant l'època romana però va disminuir durant l'edat mitjana. A l'Orient Pròxim, els primers indicis de galls es remunten fins a una mica abans de l'any 2000 aC, a Síria, i només es van estendre cap al sud durant el I mil·lenni aC. El gall va ser introduït a Egipte per fer-ne baralles envers el 1400 aC i només va començar a ser-hi criat extensivament a l'època ptolemaica (envers el 300 aC). No se sap gaire cosa sobre l'arribada dels galls a Àfrica. S'han suggerit tres possibles rutes d'introducció cap a principis del mil·lenni I: a través de la vall del Nil a Egipte, a través del comerç de l'est d'Àfrica amb els grecs i romans o els indis, o des de Sud-àfrica. Encara hi ha debat sobre la presència de galls domèstics a les Amèriques abans de la conquesta de l'oest, però les gallines d'ous blaus, que només es troben a les Amèriques i Àsia, apunten a un origen asiàtic dels primers galls americans.

La manca de dades correspondents a Tailàndia, Rússia, el subcontinent indi, el sud-est asiàtic i l'Àfrica subsahariana fa que resulti difícil traçar un mapa clar de l'expansió dels galls en aquestes àrees. Una millor descripció i anàlisi genètica de les races locals amenaçades d'extinció podria ajudar a aclarir aquesta àrea.
En condicions naturals, la majoria d'ocells només ponen ous fins que han completat una llocada i aleshores procedeixen a covar tots els ous. Moltes gallines fan això i es dediquen a covar els ous seient-hi a sobre. Les gallines es queixen o piquen si se les intenta moure. Només abandona el niu molt rarament per menjar, beure o prendre un bany de pols. La gallina cova els ous, mantenint el niu a un nivell constant de temperatura i humiditat i regirant els ous de tant en tant a la primera fase de la incubació.
Al final del període d'incubació (que dura uns 21 dies), els ous que han estat fecundats es desclouen, de manera que tots els pollets surten de l'ou amb un o dies de diferència, malgrat el fet que han estat postos al llarg d'un període d'unes dotze setmanes. Abans que surtin de l'ou, la gallina pot sentir els pollets piular a l'interior i comença a cloquejar per encoratjar-los a trencar la closca. Per començar, els pollets obren un forat respirador amb el denticle a l'extrem rom de l'ou, sovint a la part superior. Aleshores reposen unes quantes hores, absorbint el que queda de rovell i retirant el flux sanguini de la membrana situada a sota la closca (que anteriorment han utilitzat per respirar a través de la closca). Aleshores agrandeixen el forat, girant a poc a poc i acabant per trencar completament la vora roma de la closca. Els pollets surten de la closca i el plomissol moll se'ls asseca gràcies l'escalfor del niu.

## Races de gallines domèstiques

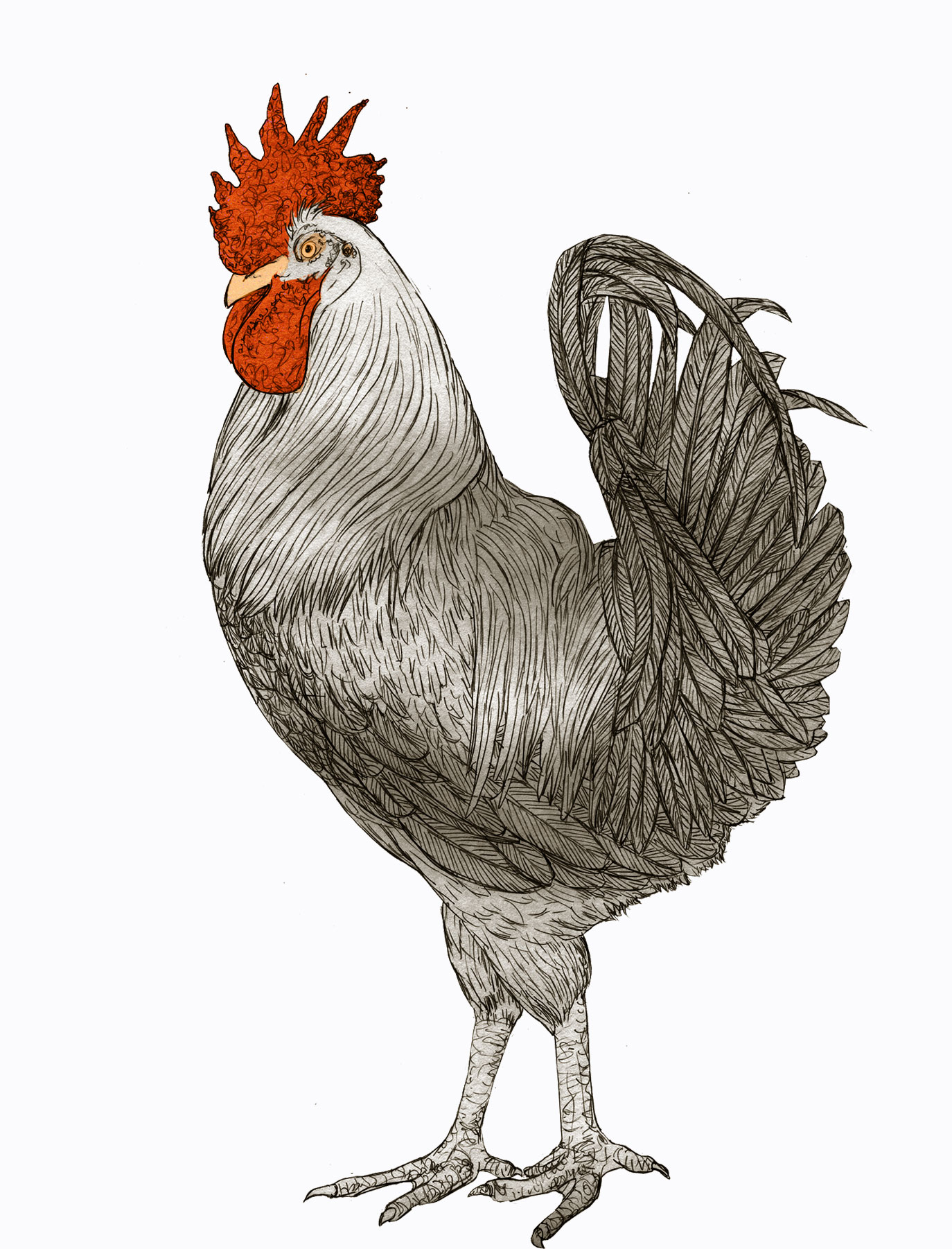
Gall serrà de Xulilla. Raça autòctona de gall, de València

Avui en dia hi ha races híbrides molt millorades per una sèrie de característiques:
- la posta del màxim nombre d'ous.
- la desaparició de la fase de lloques.
- el ràpid increment de pes en el cas dels pollastres per menjar.

Als Territoris de parla catalana es conserven algunes races autòctones de gallines:
- Gallina del Penedès[27]
- Gallina del Prat[28]
- Gallina eivissenca[29]
- Gallina empordanesa[30]
- Gallina mallorquina[31]
- Gallina menorquina[32]
- Gallina nana flor d'ametller[33]
- Gallina Paradís[34]
- Gallina valenciana de Xulilla[35]
- Gallina valenciana de cinc dits
- Gallina alacantina[36]
- Gallina perdiu joia de Tibi
- Gallina monovera
- Gallina il·licitana
- Gallina serrana

## Evolució i filogènesi
El gall pertany al gènere Gallus, que aparegué per primera vegada durant l'estatge Serraval·lià (Miocè mitjà). S'han trobat fòssils de parents prehistòrics del gall a diferents països.
| Registre fòssil     | Registre fòssil | Registre fòssil   | Registre fòssil              |
| Localitat           | País            | Antiguitat        | Espècie/s                    |
| ------------------- | --------------- | ----------------- | ---------------------------- |
| Dunes de Moonomi    | Estats Units    | Holocè            | Gallus gallus                |
| Ostend              | Regne Unit      | Plistocè mitjà    | Gallus europaeus, Gallus sp. |
| Sant Valier         | França          | Plistocè inferior | Gallus bravardi              |
| Beremend            | Hongria         | Pliocè/Plistocè   | Gallus beremendensis         |
| Senèze              | França          | Pliocè/Plistocè   | Gallus bravardi              |
| Catacumbes d'Odessa | Ucraïna         | Pliocè superior   | Gallus aesculapi             |
| Novo-Ielizavetovka  | Ucraïna         | Miocè superior    | Gallus aesculapi             |
| Tiraspol            | Moldàvia        | Miocè mitjà       | Gallus aesculapi             |

Una anàlisi de retrotransposons publicada el 2012 indica que l'espècie del gall ocupa una posició basal al clade dels fasiànids, dins del qual té una relació propera amb Bambusicola thoracicus.

## El gall a la cultura
El gall té una importància simbòlica associada a l'inici del dia. Per això apareix per exemple a la narració de la Passió de Jesús, on Crist anuncia que Pere el trairà tres cops abans que canti el gall, durant la nit. Com a finalitzador de la nit, ha tingut un paper en els rituals d'invocació al dimoni, on la bruixa pot usar un cap tallat del gall (ple de sang, de color vermell propi del diable) per cridar-lo o fer un encanteri. Però si el gall viu canta, els esperits malignes desapareixen, com narren diverses llegendes medievals. L'associació amb el dia fa que sigui un animal freqüent en la veleta o fins i tot que s'usi en marques de productes per esmorzar, com els cereals Cornflakes de Kellogg's.
El gall és un dels emblemes de França, ja des de l'Edat Mitjana, per l'homonímia que van trobar amb els gals originaris de la regió. També apareix als emblemes de Valònia i a diversos escuts heràldics.
Les lluites de galls, si bé majoritàriament prohibides, han estat freqüents en diverses regions, on el públic apostava per quin animal sobreviuria en un duel entre dos galls, especialment al sud d'Àsia i Amèrica.
Als dibuixos animats apareix amb freqüència. Alguns exemples de personatges famosos serien Foghorn Leghorn, el gall Koki de Los Trotamúsicos, el Combusken dels Pokémon o el personatge de Disney Panchito Pistoles.
A la mitologia també té un paper rellevant. El gall és un dels signes del zodíac xinès. En algunes versions forma part del cos del basilisc o de l'hippalectryon, dos monstres de la tradició grega. Pot actuar com a missatger dels déus, com proven els oracles fets amb ells a l'antiga Roma o a Guinea. A la cultura germànica el gall Vidofnir penja de l'arbre de la vida.
Hi ha gent que té galls o gallines com a animals de companyia. Tot i que és possible domesticar-los donant-los menjar, els galls poden esdevenir agressius i sorollosos. Algunes persones recomanen no tenir galls a prop dels infants molt joves. Tanmateix, algunes races són generalment dòcils i són sovint recomanades com a bons animals de companyia per a infants amb minusvalies.
Hi ha gent que troben el comportament dels galls i gallines entretingut i educatiu.

### Literatura
En algunes ocasions els galls i les gallines han intervingut en relats literaris. Alguns exemples a continuació.
- 1905. Jolanda, la figlia del Corsaro Nero. Emilio Salgari.[42][43]
- 1915. La lloca de la vídua.[44] Prudenci Bertrana.[45]

### Música
| «                | Pon, titeta, pon, pon un coco, pon un coco. Pon, titeta, pon, pon un coco, pon un ou. | » |
| — Canço popular. |                                                                                       |   |

## Marca Q

Logotip marca Q

Els pollastres criats a Catalunya poden adherir-se al segell alimentari Marca Q de qualitat alimentària, certificació oficial atorgada pel Departament d'Agricultura, Ramaderia, Pesca i Alimentació de la Generalitat de Catalunya regulada per l'ordre de 30 de juliol de 1987.
Els pollastres amb Marca «Q» provenen d'estirps seleccionades de creixement lent. La recria, que es pot realitzar de dues maneres, en parc i sense parc adossat. I es fa en locals on la densitat no pot superar els 11 animals per m2 de superfície interior. L'alimentació es basa principalment en cereals (un mínim de 70%) i està totalment prohibida la utilització de factors de creixement. L'edat de sacrifici mínima és de 77 dies i es realitza en escorxadors en què la distància màxima dels galliners és de 75 km.
Es realitza la comercialització en canals de categoria A fresques. Es presenten sota una de les tres formes següents: tradicional sense tripes, preparats per coure, trossejat en quarters o meitats. A l'etiqueta de l'envàs, a més d'altres dades, figurarà el distintiu de la marca Q. En el cas que la recria es realitzi en locals amb parcs adossats podrà indicar-se a l'etiqueta: «Pollastre criat a l'aire lliure».